# Unchon Up
Unchon Up är en flygplats i Nordkorea.   Den ligger i provinsen Södra Hwanghae, i den sydvästra delen av landet, 60 km sydväst om huvudstaden Pyongyang. Unchon Up ligger 141 meter över havet.
Terrängen runt Unchon Up är kuperad. Runt Unchon Up är det tätbefolkat, med 276 invånare per kvadratkilometer. Närmaste större samhälle är Anak, 14,3 km öster om Unchon Up. Omgivningarna runt Unchon Up är en mosaik av jordbruksmark och naturlig växtlighet.